# Bánffy István (országbíró)

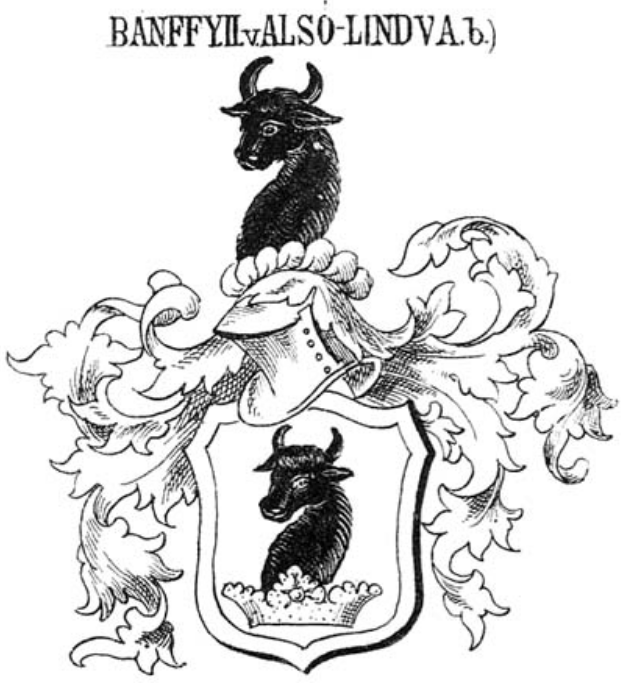
Az alsólendvai Bánffy család címere

Alsólendvai Bánffy István (1522. február 9.–1568. január 9.), országbíró, főasztalnok, Zala vármegye főispánja, nagybirtokos.

## Élete
Az ősrégi Zala vármegyei főnemesi Hahót nemzetségbeli alsólendvai Bánffy család sarja. Apja alsólendvai Bánffy János (fl. 1508–†1534), a Magyar királyság nádora 1530 májusa és 1533 márciusa között, királyi helytartó, pohárnokmester, nagybirtokos, anyja ormosdi és kevendi Székely Margit volt. Az apai nagyszülei alsólendvai Bánffy Miklós, ajtónállómester, nagybirtokos, valamint a Piast-házból valóherceg Sagani Margit volt. Az anyai nagyszülei ormosdi és kevendi Székely Jakab, Gereben vára várnagya, majd a stájerországi és karintiai várak parancsnoka, és felsőlendvai Széchy Margit voltak. Apja Bánffy János nádor lett a reformáció első követője a családban; Bánffy István szintén követte a reformációt.
Bánffy István az ország zászlósurai közé tartozott. Közéleti pályafutása sokrétű és sikeres volt. Katonaként Ferdinánd király zsoldjában állt. 1541. december 8-a és 1567. február 16-a között viselte Zala vármegye főispáni tisztét. Pécset 1543-ban többekkel együtt elhagyta a török közeledése miatt. 1556-ban részt vett a török által elfoglalt Babócsa ostromában. 1567 novemberében I. Lipót magyar király országbíróvá nevezte ki; a méltóságot alig pár hónapig töltötte, haláláig – 1568. január 9.

## Házassága és leszármazottjai
Feleségül vette a Gutkeled nemzetségbeli guthi Országh Magdolna (†Alsólendva, 1584 február 5.) kisasszonyt, akinek a szülei guthi Ország Imre (fl. 1490-1533), fő-ajtónállómester és homonnai Drugeth Ágnes voltak. A menyasszonynak az apai nagyszülei guthi Ország László (fl. 1484-1493), főlovászmester, földbirtokos és Maróti Magdolna (fl. 1487-1500) voltak. Az anyai nagyszülei homonnai Drugeth János (fl. 1486-1512), földbirtokos és Szapolyai Krisztina (†1526) voltak. Drugeth Jánosné Szapolyai Krisztinának a fivére Szapolyai I. János magyar király volt. Az apai nagyapai dédszülei guthi Országh Mihály (1410–1484) főkamarás, főkincstartó, ajtónállómester, Hunyadi Mátyás magyar király nádora, és Rozgonyi Borbála voltak. Bánffy István országbíró és Országh Magdolna frigyéből született:
- Bánffy Anna (1544. február 28.–Blatnica, 1580. október 7.). Férje: báró Révay János.
- Bánffy Miklós (fl. 1547–1593), zalai főispán, nagybirtokos. Felesége: Zrínyi Orsolya (1552–1593). Gyermekük: alsólendvai gróf Bánffy Kristóf (1577–1644), tárnokmester.
- Bánffy Gáspár (1551. december 21.), nagybirtokos. Felesége: gersei Pethő Katalin.
- Bánffy Magdolna (1557. február 24.–†1583. előtt), Maróthy Mihályné.
- Bánffy Katalin (1569. december 3.–1572. február 27.)